# Проделки в колледже
«Проделки в колледже» (англ. Charlie Bartlett, рус. Чарли Бартлетт) — американская комедийная драма 2007 года.

## Сюжет
Чарли Бартлетт живёт с матерью в огромном особняке и ездит на автомобиле с личным шофером. После того, как тинейджера Чарли исключили из всех частных школ за мелкое хулиганство и специфическое чувство юмора, ему ничего не осталось, как идти в обычную общеобразовательную школу. Здесь мальчик пытается заработать очки, устроив в школьном туалете для мальчиков кабинет подросткового психоанализа и торгует направо и налево психотропными таблетками, которые прописывает ему личный врач. Последствия такой терапии оказываются самыми неожиданными.

## Производство
- Слоган фильма: When Charlie Bartlett listens everyone talks.
- Лимузин Чарли — классический Mercedes Benz Pullman 1969 года, таких машин было выпущено всего двести.
- Джейк Эпштейн, сыгравший капитана футбольной команды, для подготовки к роли присоединился к настоящей футбольной команде.
- Имя психиатра в последней сцене — П. Саросси, так же зовут и оператора фильма — Пол Саросси.
- Актеру Антону Ельчину на момент съемок фильма было 17 лет.
- Хоуп Дэвис дважды исполнила роль матери героя Антона Ельчина: в фильмах «Проделки в колледже» и «Сердца в Атлантиде».

## В ролях
| Актёр                | Роль             |
| -------------------- | ---------------- |
| Антон Ельчин         | Чарли Бартлетт   |
| Роберт Дауни-младший | Нейтан Гарднер   |
| Кэт Деннингс         | Сьюзан Гарднер   |
| Хоуп Дэвис           | Мерилин Бартлетт |
| Тайлер Хилтон        | Мёрфи Бивенс     |
| Марк Рендалл         | Кип Кромбвелл    |
| Джейк Эпштейн        | Дастин Лаудербах |
| Меган Парк           | Уитни Драммонд   |